# Пьянково (Белозерский район)
Пьянко́во — село Белозерского района Курганской области России.

## География
Расположено на восточном берегу озера Пьянкова, в 64 км к северу от г. Кургана.

### Часовой пояс
Пьянково, как и вся Курганская область, находится в часовой зоне МСК+2. Смещение применяемого времени относительно UTC составляет +5:00.

## Население
| 1763 | 1782 | 1795  | 1816  | 1834 | 1850 | 1858 |
| ---- | ---- | ----- | ----- | ---- | ---- | ---- |
| 180  | ↗293 | ↗352  | ↗365  | ↗421 | ↗487 | ↗536 |
| 1868 | 1893 | 1912  | 1926  | 1989 | 2002 | 2010 |
| ↗598 | ↘534 | ↗1097 | ↗1111 | ↘417 | ↘343 | ↘244 |
| 2011 |      |       |       |      |      |      |
| ↘227 |      |       |       |      |      |      |

Национальный состав
- По переписи населения 2002 года проживало 343 человека, из них русские  — 90 %.
- По переписи населения 1926 года проживало 1111 человек, из них русские 1109 чел., мадьяры (венгры) 2 чел.

## Историческая справка

### Археологические памятники
В окрестностях села есть археологические памятники:
| Наименование                  | Местонахождение                  | Дополнительная информация |
| ----------------------------- | -------------------------------- | ------------------------- |
| Курганная группа «Пьянково-1» | В 1,5 км к северу от с. Пьянкова |                           |
| Курганная группа «Пьянково-2» | В 1 км к северу от с. Пьянкова   |                           |

### История села
В Ведомости Ялуторовского дистрикта Салтосарайской слободы от 25 января 1749 года указано, что в деревне Пьянковой 22 двора, в которых крестьян, мужчин в возрасте от 18 до 50 лет — 55 человек, у них огнестрельного оружия: 6 винтовок (у Козмы Дубровина, у Омельяна Дубровина, у Григория Дубровина, у Степана Киселёва, у Степана Чеботина, у Григория Ситникова).
В 1763 году в деревне Пьянковой проживало 180 человек (92 души мужского пола, 88 душ женского пола).
Село входило в Салтосарайскую волость Курганского округа Тобольской губернии, со 2 июня 1898 года — Курганского уезда Тобольской губернии.
В июне 1918 года установлена белогвардейская власть.
9 августа 1919 года сводный кавалерийский отряд под командованием Н. Д. Томина переправился через реку Миасс у села Бакланского и развернул наступление в Илецко-Иковских лесах. 10-11 августа красные кавалеристы сражались с белыми в районе деревень Банниковой и Деулиной и отбросили противника на северо-восток. Вскоре Советская власть была установлена в Пьянково. Ночью 15 августа 1919 года красный 269-й Богоявленско-Архангельский полк, наступавший в авангарде, двигаясь по дорогам идущим севернее Илецко-Иковского бора, подошел к д. Обабково.
В 1919 году образован Пьянковский сельсовет.
В годы советской власти жители села работали в колхозе «Восход».

## Церковь
Деревня Пьянкова состояла в приходе Знаменской церкви, расположенной в слободе Салтосарайской.
В 1858 году часть прихожан Салтосарайского прихода изъявила желание вместо сгоревшей церкви построить новую каменную, но жители деревень Пьянковой, Большого и Малого Камагана, боясь больших расходов на каменное строительство, решили отделиться и образовать отдельный приход с постройкой церкви в д. Пьянковой, о чем и стали ходатайствовать перед Епархиальным начальством, но не получили согласия на постройку.
В 1859 году жители этих деревень вновь обратились в Тобольскую духовную консисторию с той же просьбой и присовокупили, что если на это не последует разрешения, то они вообще не будут посещать православную церковь, предполагая даже уклониться в старообрядчество. По этой причине епархиальное начальство в ноябре 1861 г. разрешило им выстроить церковь на избранном ими месте, а 19 декабря того же года была выдана и храмозданная грамота. До постройки церкви для отправления служб в д. Пьянковой был устроен временный деревянный молитвенный дом.
Самостоятельный Пьянковский приход был открыт в 1862 г. В него вошли, кроме с. Пьянковского, д. Малый Камаган, д. Большой Камаган и выселок из неё под названием д. Налимовой. Храм заложен 14 октября 1862 года, строительство началось 3 мая 1863 года и велось на средства общества. Подрядчиком строительства выступил мещанин Фёдор Соснин.
В 1866 г. строительные работы были в основном окончены, установлен иконостас, осталось обить наружные стены тесом. Здание было выстроено деревянное на каменном фундаменте с одним престолом во имя Святителя Николая Чудотворца, который был освящен 30 июля 1866 г.
Утром 24 июня 1868 года от удара молнии в карниз купола церковь загорелась с северо-восточной стороны и в продолжение четырех часов сгорела до основания. В пожаре погибло десять человек, и двое прихожан обгорели. Сгоревшие находились на колокольне, куда носили воду для тушения пожара и снимали колокола. Имущество церкви, утварь, колокола и иконостас с незначительными повреждениями были спасены. Иконостас был временно помещен в одном из домов села, где и отправлялось какое-то время богослужение.
В том же 1868 году на месте сгоревшей церкви без разрешения Епархиального начальства жителями с. Пьянковского была построена деревянная часовня, в которую была перенесена часть сохранившейся от пожара утвари. Разборка часовни была разрешена указом Тобольской духовной консистории от 3 марта 1883 года.
Согласно ходатайству прихожан в январе 1869 года им была разрешена постройка новой деревянной церкви на сохранившемся от сгоревшего храма фундаменте. Однако в течение двух лет к постройке они так и не приступили, а приговором от 18 октября 1870 г. подали прошение о желании построить каменную церковь по старому плану, но с деревянными потолками и внести в неё сохранившиеся от пожара иконостас, колокола и утварь. Указом Тобольской духовной консистории от 30 января 1870 г. им в этом было отказано и одновременно предписано составить новый план, а также собрать необходимые на каменное строительства средства.
Указом Тобольской духовной консистории от 14 января 1871 года прихожане были причислены к Салтосарайскому приходу.
Указом от 30 ноября 1872 г. было предписано, чтобы прихожане немедленно приступили к постройке деревянного храма, разрешенного в 1869 году, в противном случае эта предполагаемая к постройке церковь будет упразднена и вся утварь перенесена в приходскую Салтосарайскую церковь. Кроме того, указом от 28 июля 1873 г. было объявлено, что если они немедленно не начнут строительство нового храма, то Пьянковский приход будет окончательно расформирован. Только после этого в 1874 г. прихожанами был заключен контракт на постройку церкви с подрядчиком, крестьянином с. Рафайловского Ялуторовского уезда Василием Николаевичем Вырыпаевым.
К ноябрю 1875 г. здание было в основном выстроено, начались отделочные работы, которые завершились в начале 1876 г. Строительство велось по старому плану и фасаду 1862 г. Церковь была выстроена деревянная на каменном фундаменте с такой же колокольней, в окна были вставлены железные решетки, а крыши покрыты жестью. Храм был освящен 29 апреля 1876 г., как и прежний, во имя Святителя Николая Чудотворца. В последующие годы велось его благоустройство. Вокруг была выстроена деревянная ограда, наружные стены выкрашены белой краской, в 1903 г. был возобновлен иконостас. Церковь эта сгорела в конце 1913 или в начале 1914 года.
Вскоре после пожара прихожане сделали пожертвования лесом на устройство взамен сгоревшего храма временного молитвенного дома. Освящение молитвенного дома в честь Святителя и Чудотворца Николая в с. Пьянковском состоялось 21 сентября 1914 г с разрешения и благословения Преосвященного Варнавы, епископа Тобольского и Сибирского. Чин освящения совершил местный благочинный с членами причта. Здание было выстроено деревянное на каменном фундаменте, покрытое железом. Молитвенный дом, представлял собой небольшую церковь, имел 8 окон с решетками, 3 двери, был увенчан одной покрытой железом главой с железным крестом. При здании была устроена тесовая паперть и деревянная на столбах колокольня, на которой размещено 6 колоколов. Внутри был установлен золоченый деревянный двухъярусный иконостас, состоящий из 25 икон. Николаевский молитвенный дом в с. Пьянковском был закрыт к маю 1931 г. из-за отсутствия священника.
В 1914 г. жители Пьянковского прихода начали хлопотать перед епархиальным начальством о разрешении возведения каменного храма. Постройка была разрешена 9 января 1916 г., но сведений о её начале не обнаружено.